# 奧斯卡科技成果獎
技術成就獎（Technical Achievement Award）是由美國電影藝術與科學學會頒發的三項科學技術獎其中的一項，獎項是頒發給在技術成就上對電影產業進步有傑出貢獻的個人或公司。獎項本身係頒發證書，其中描述得獎者的成就，及所有參與人員名單。獎項通常在每年奧斯卡金像獎典禮前數週舉行晚宴頒發，頒獎實況只會在金像獎典禮上簡短插播。

## 外部連結
- Technical Achievement Award （页面存档备份，存于） – 奧斯卡科技成果獎的介紹和照片